# کای هانسن
کای مایکل هانسن (به انگلیسی: Kai Michael Hansen) متولد ۱۷ ژانویه ۱۹۶۳ در هامبورگ آلمان، خواننده و نوازنده گیتار پاور متال است. او در گروه‌های مشهور پاور متال چون هلووین و گاما ری عضویت داشته و دارد . نام او در پاور متال جایگاه ویژه ای دارد و او موفق شده میلیونها آلبوم خود را در جهان به فروش برساند.